# Hanna Kebinger
Hanna Kebinger (Garmisch-Partenkirchen, 26 november 1997) is een Duitse biatlete.

## Carrière
Kebinger maakte haar wereldbekerdebuut in januari 2022 in Ruhpolding. Op 19 januari 2023 scoorde de Duitse in Antholz haar eerste wereldbekerpunten, twee dagen later behaalde ze aldaar haar eerste toptienklassering in een wereldbekerwedstrijd. Tijdens de wereldkampioenschappen biatlon 2023 in Oberhof eindigde Kebinger als achtste op de 10 kilometer achtervolging, als twaalfde op de 12,5 kilometer massastart, als zeventiende op de 7,5 kilometer sprint en als dertigste op de 15 kilometer individueel. Samen met Vanessa Voigt, Sophia Schneider en Denise Herrmann-Wick veroverde ze de zilveren medaille op de estafette.

## Resultaten

### Wereldkampioenschappen
| Jaar | Plaats  | Onderdeel   | Onderdeel | Onderdeel     | Onderdeel  | Onderdeel | Onderdeel          | Onderdeel           | Onderdeel |
| Jaar | Plaats  | Individueel | Sprint    | Achtervolging | Massastart | Estafette | Gemengde estafette | Single- Mixed-Relay |           |
| ---- | ------- | ----------- | --------- | ------------- | ---------- | --------- | ------------------ | ------------------- | --------- |
| 2023 | Oberhof | 30e         | 17e       | 8e            | 12e        | Zilver    | –                  | –                   |           |

### Wereldbeker
Eindklasseringen
| Seizoen   | Algemeen | Individueel | Sprint | Achtervolging | Massastart |
| --------- | -------- | ----------- | ------ | ------------- | ---------- |
| 2021/2022 | –        | –           | –      | –             | –          |
| 2022/2023 | 25e      | 29e         | 32e    | 28e           | 17e        |